# Laur Karu
Laur Karu (* 23. Juni 1942 in Tartu; † 7. Dezember 1996) war ein estnischer Mediziner und Politiker. 1992 war Kaur Sozialminister der Republik Estland in der kurzlebigen (Übergangs-)Regierung von Ministerpräsident Tiit Vähi.

## Leben, Medizin und Gesundheitspolitik
Laur Karu wurde als Sohn des estnischen Psychiatrie-Professors Elmar Karu (1903–1996) und dessen Ehefrau Leida Karu in der südestnischen Universitätsstadt Tartu geboren.
Er schloss 1960 das heutige Hugo-Treffner-Gymnasium in Tartu ab. 1966 beendete er sein Medizinstudium an der Staatlichen Universität Tartu. Karu beschäftigte sich besonders mit dem Fach Neurologie. Von 1965 bis 1973 forschte er vor allem in Tierversuchen an Psychopharmaka. 1972 verteidigte er seine Doktorarbeit in Tartu.
Von 1972 bis 1975 war Karu erster stellvertretender Vorsitzender des Exekutivkomitees des Tartuer Stadtsowjets. Von 1975 bis 1981 und dann von 1986 bis 1988 war er Chefarzt des Klinischen Krankenhauses von Tartu. Daneben leitete er den Ausschuss für Soziales und Gesundheitswesen des Tartuer Stadtsowjets. Ab 1981 war er Dozent am Lehrstuhl für Physiologie und Hygienik der Staatlichen Universität Tartu. Von 1982 bis 1986 leitete Karu das Institut für Allgemeine und Molekularpathologie der Staatlichen Universität Tartu. Von 1984 bis 1991 beschäftigte er sich stark mit medizinischen Untersuchungen von Studentinnen und Studenten zur Verbesserung von Programmen für den allgemeinen gesundheitlichen Lebensstil.
In der Zeit von Glasnost und Perestroika war Kaur von November 1988 bis April 1990 Gesundheitsminister der Estnischen SSR unter dem Vorsitzenden des Ministerrats, Indrek Toome. Von 1988 bis 1990 war er Präsident des wiedergegründeten Estnischen Ärztebundes (Eesti Arstide Liit).
In der demokratischen Übergangsregierung der Republik Estland von Ministerpräsident Tiit Vähi war Laur Karu vom 21. März bis zum 21. Oktober 1992 Sozialminister. Er hatte erheblichen Anteil an der Einführung einer modernen Krankenversicherung im wieder selbständig gewordenen Estland.
1991 war Karu Mitbegründer des „Entwicklungszentrums des estnischen Gesundheitswesens“ (Eesti Tervishoiu Arenduskeskus), das das estnische Gesundheitsministerium in strategischen Fragen beraten soll. Von 1991 bis 1993 war Karu dessen Direktor. Ab 1993 war er Präsident des Estnischen Verbands für Gesundheitssport. 1994/95 war Karu Leiter des Gesundheitsamts der estnischen Hauptstadt Tallinn.
Laur Karu starb 1996 im Alter von nur 54 Jahren nach schwerer Krankheit.

## Privatleben
Auch die beiden Brüder von Laur Karu schlugen eine wissenschaftliche Karriere an der Staatlichen Universität Tartu ein: Sein älterer Bruder Toomas Karu (* 1935) als Professor für Sportmedizin, sein jüngere Bruder Jaak Karu (* 1946) als Wirtschaftswissenschaftler.